# د بی-۵۲ز
د بی-۵۲ز یک گروه موج نو آمریکایی است که در آتن، جورجیا در سال ۱۹۷۶ تشکیل شد. ترکیب اصلی شامل فرد اشنایدر (خواننده، سازهای کوبه ای) کیت پیرسون (خواننده، کیبورد، باس) سیندی ویلسون (خواننده، سازهای کوبه ای) ریکی ویلسون (گیتار) و کیت استریکلند (ساز کوبه ای، گیتار، کیبورد) بود. ریکی ویلسون در سال ۱۹۸۵ بر اثر بیماری با ایدز درگذشت. این گروه همچنین اعضای گوناگونی زیادی در دوران حیات خود داشته است.

## دیسکوگرافی
آلبوم‌های استودیویی
- بی-۵۲ز (۱۹۷۹)
- سیاره وحشی (۱۹۸۰)
- عجب! (۱۹۸۳)
- پرش از ماهواره (۱۹۸۶)
- موجودات کیهانی (۱۹۸۹)
- چیزهای خوب (۱۹۹۲)
- فان پلکس (۲۰۰۸)

## بیشتر خواندن
- Grow, Kory. "Love Shacks, Rock Lobsters and Nude Parties: The B-52's in Their Own Words," Rolling Stone, June 2, 2018.
- Sexton, Mats (2002). The B-52's Universe: The Essential Guide to the World's Greatest Party Band. Plan-B Books. p. 232. شابک ‎۰−۹۶۵۲۷۴۵−۹−۴ISBN 0-9652745-9-4